# Tom C. Fouts
Tom C. Fouts, född 24 november 1918 i Carroll County i Indiana, död 24 maj 2004 i Kokomo i Indiana, var en amerikansk skådespelare som spelade rollen som Pastor Jackson i filmerna Utvandrarna och Nybyggarna.

## Filmer
- 1971 – Utvandrarna
- 1972 – Nybyggarna

## Fotnoter
1. ↑  Find a Grave, läs online, läst: 30 augusti 2019.[källa från Wikidata]